# وي تينغتينغ
وي تينغتينغ (بالصينية: 韦婷婷)، نسوية صينية وناشطة حقوق المثليين والمرأة.

## النشأة والمهنة
نشأت وي في المناطق الريفية جنوب الصين وارتادت جامعة ووهان. وفقًا لصحيفة نيويورك تايمز، أثارت «المحرضات» النسويات الغربيات اهتمامها وساهمت في تنظيم إنتاج مسرحية مناجاة المهبل خلال سنتها الثانية. أصبحت في ما بعد مديرة مشروع معهد بكين التثقيفي الصحي الجنسي، إذ ساعدت في تنظيم مسيرة سنوية للإيدز على السور العظيم، وارتادت مؤتمرات للنساء في الهند وكوريا الجنوبية، وبدأت في جمع المواد لفيلم وثائقي عن ثنائيي الميول الجنسية في الصين. عملت أيضًا كمديرة لجياندي، منظمة حقوق مجتمع الميم في بكين.

## الفعالية
في عام 2012، شاركت وي تينغتينغ  ولي تينغتينغ في احتجاج يوم عيد الحب ضد العنف المنزلي في بكين.
في عام 2015، احتجزتها الحكومة الصينية هي وأربع ناشطات أخريات (تشنغ تشوران، وانغ مان، وو رونغ رونغ، ولي تينغتينغ، والمعروفات باسم «عصابة الخمسة») قبل يوم المرأة العالمي مباشرةً، في نفس اليوم الذي خطّطن فيه لتنفيذ حملة ضد التحرش الجنسي في وسائل النقل العام. أُطلق سراح النساء الخمس بعد بضعة أيام. هل أُدينت النساء؟ لو حصل ذلك لكُنَّ يواجهن عقوبة السجن لمدة ثلاث سنوات بتهمة «خلق اضطراب». منذ إطلاق سراحها، قالت وي إنها ستواصل الكفاح من أجل المساواة بين الجنسين. إذ قالت: «لقد قرأت الكثير من التقارير والمقالات حول اعتقالنا وهي مؤثرة ومشجعة. بدأت أشعر بالإحباط واعتقدت أن هذه الحادثة ستكون النهاية لنا نحن الناشطات الشابات. لكن رد الفعل هذا بدأ حقبة جديدة من الناشطات الجدد. لا يمكنهم اللحاق بنا جميعًا ومنعنا جميعًا».
تضم بوستل، وهي مجلة نسائية على الإنترنت «النسويات الصينيات الخمسة» في قائمتها بعنوان «14 ناشطًا في مجال حقوق المرأة حول العالم سوف يلهمك».

## روابط خارجية
- وي تينغتينغ على موقع IMDb (الإنجليزية)